# Генрі (округ, Айова)
Шаблон:StateAbbr_ 40°59′12″ пн. ш. 91°32′31″ зх. д. / 40.986666666667° пн. ш. 91.541944444444° зх. д.
Округ  Генрі (англ. Henry County) — округ (графство) у штаті  Айова, США. Ідентифікатор округу 19087.

## Історія
Округ утворений 1836 року.

## Демографія
За даними перепису 
2000 року 
загальне населення округу становило 20336 осіб, зокрема міського населення було 8404, а сільського — 11932.
Серед мешканців округу чоловіків було 10294, а жінок — 10042. В окрузі було 7626 домогосподарств, 5268 родин, які мешкали в 8246 будинках.
Середній розмір родини становив 2,98.
Віковий розподіл населення поданий у таблиці:
| Стать    | До 15 років | 15-21 | 22-29 | 30-39 | 40-49 | 50-65 | 65-85 | Понад 85 |
| -------- | ----------- | ----- | ----- | ----- | ----- | ----- | ----- | -------- |
| Чоловіки | 2050        | 1099  | 1096  | 1675  | 1596  | 1603  | 1041  | 134      |
| Жінки    | 2028        | 935   | 902   | 1372  | 1458  | 1532  | 1457  | 358      |

## Суміжні округи
- Вашингтон — північ
- Луїза — північний схід
- Де-Мойн — схід
- Лі — південь
- Ван-Б'юрен — південний захід
- Джефферсон — захід

## Виноски
1. ↑  U.S. Decennial Census. United States Census Bureau. Архів оригіналу за 26 квітня 2015. Процитовано 17 липня 2014.
2. ↑  Historical Census Browser. University of Virginia Library. Архів оригіналу за 11 серпня 2012. Процитовано 17 липня 2014.
3. ↑  Population of Counties by Decennial Census: 1900 to 1990. United States Census Bureau. Архів оригіналу за 22 квітня 2014. Процитовано 17 липня 2014.
4. ↑  Census 2000 PHC-T-4. Ranking Tables for Counties: 1990 and 2000 (PDF). United States Census Bureau. Архів оригіналу (PDF) за 18 грудня 2014. Процитовано 17 липня 2014.
5. ↑  State & County QuickFacts. United States Census Bureau. Архів оригіналу за 7 червня 2011. Процитовано 17 липня 2014.(англ.) Наведено за англійською вікіпедією.
6. ↑  American FactFinder. Бюро перепису населення США. Архів оригіналу за 21 травня 2008. Процитовано 31 січня 2008.

| США | Це незавершена стаття з географії США. Ви можете допомогти проєкту, виправивши або дописавши її. |